# OpenWeatherMap
OpenWeatherMap — онлайн сервис, который предоставляет платный (есть функционально ограниченная бесплатная версия) API для доступа к данным о текущей погоде, прогнозам и историческим данным. В качестве источника данных используются официальные метеорологические службы, данные из метеостанций аэропортов, и данные с частных метеостанций.
Информация обрабатываются OpenWeatherMap, после чего, на основе данных строится прогноз погоды и погодные карты, например карты облачности и осадков.
Основной идеей сервиса OWM является использование частных погодных станций, которые помогают повысить точность исходной погодной информации и, как следствие, точность прогнозов погоды.
Вдохновителями OpenWeatherMap были картографический сервис OpenStreetMap и Википедия, создающие свободную информацию и предоставляющие её бесплатно для всех. В настоящее время OWM является коммерческой организацией.

## API
OpenWeatherMap использует платный API (есть функционально ограниченный бесплатный доступ), чтобы предоставить данные текущей погоды, прогноза и карт с погодными явлениями, такими как облака, ветер, давление и осадки. Все погодные данные могут быть получены в форматах JSON, XML или HTML.

### Текущие погодные данные
Текущие погодные данные могут быть найдены по городу (более 200.000 доступных городов) или географическими координатам. Данные обновляются каждые 10 минут.

### Прогнозы
Прогнозы могут быть найдены по городу (более 200.000 доступных городов) или географическими координатам.
OpenWeatherMap предоставляет следующие виды прогнозных данных:
- Минутный прогноз на 1 час
- Часовой прогноз на 4 дня
- Дневной прогноз на 16,5 дней
- Климатический прогноз на 30 дней

### Поиск
Система геокодирования OpenWeatherMap позволяет найти города по названию, стране, почтовому индексу или географическим координатам. Поиск возможен по части имени города. Для того, чтобы результаты поиска были более точными, название города и страны должны быть разделены запятой.

### Погодные карты
OpenWeatherMap предоставляет множество карт погоды, включая карты осадков, облачности, атмосферного давления, температуры, ветра и многие другие. Карты могут быть подключены к мобильным приложениям и веб-сайтам. Погодные карты могут быть подключены в качестве слоев для многих поставщиков карт, в том числе статичных тайлов, WMS, OpenLayers, Leaflet, карт Google, и Яндекс карт. Сервис использует карты OpenStreetMap для построения погодных карт.

## Подключение метеостанций
Метеостанции могут быть подключены к OpenWeatherMap в 3 шага:
1. Необходимо зарегистрироваться в проекте
2. Данные должны отправляться в соответствии с API
3. После подключения метеостанции следует проверить правильность передачи данных на персональной странице OpenWeatherMap.org/my Архивная копия от 11 апреля 2021 на Wayback Machine

При отправке метеоданных в OpenWeatherMap методом POST, к HTTP заголовкам, для авторизации, необходимо добавить заголовок x-api-key со значением API ключа который можно найти в личном кабинете.
Список и расшифровка принимаемых параметров приведены в таблице ниже.
| Таблица принимаемых параметров метеостанций | Таблица принимаемых параметров метеостанций | Таблица принимаемых параметров метеостанций |
| Параметр                                    | Единицы измерения                           | Описание                                    |
| ------------------------------------------- | ------------------------------------------- | ------------------------------------------- |
| wind_dir                                    | Градусы                                     | Направление ветра                           |
| wind_speed                                  | Метры в секунду                             | Скорость ветра                              |
| wind_gust                                   | Метры в секунду                             | Скорость порывов ветра                      |
| temp                                        | Градусы цельсия                             | Температура воздуха                         |
| humidity                                    | Проценты                                    | Относительная влажность                     |
| pressure                                    |                                             | Атмосферное давление                        |
| rain_1h                                     | Миллиметры                                  | Дождь за последний час                      |
| rain_24h                                    | Миллиметры                                  | Дождь за последние 24 часа                  |
| rain_today                                  | Миллиметры                                  | Дождь с полуночи                            |
| snow                                        | Миллиметры                                  | Снег за последние 24 часа                   |
| lum                                         | Ватты на квадратный метр                    | Яркость                                     |
| lat                                         | Десятичные градусы                          | Широта                                      |
| long                                        | Десятичные градусы                          | Долгота                                     |
| alt                                         | Метры                                       | Высота                                      |
| radiation                                   |                                             | Радиация                                    |
| dewpoint                                    | Градусы цельсия                             | Точка росы                                  |
| uv                                          |                                             | UV-индекс                                   |
| name                                        | Строка                                      | Название метеостанции                       |

## Лицензия
Все данные OpenWeatherMap распространяются по лицензии Creative Common license CC-BY-SA 2.0.